# 怡康泰工程集團
怡康泰工程集團控股有限公司，簡稱怡康泰工程集團控股，以及怡康泰工程集團（英語：Noble Engineering Group Holdings Limited，港交所：8445），在1997年，由主席謝振源和謝振乾，於總部香港成立「振源泥水工程有限公司」，業務在香港本地經營鋪砌瓦片、砌磚、批盪、鋪砌地台及雲石工程。
股份在2017年9月29日於港交所創業板上市。招股定價為0.43至0.49港元之間，發行股為1.5億股，而集資額為4000萬港元。主要用作經授權發行人發行的以客戶為受益人的履約保證。
2018年9月10日，謝振乾接替已退任謝鳴禧，委任怡康泰工程集團執行董事、行政總裁、授權代表、合規主 任及薪酬委員會成員。

## 連結
- nobleengineering.com.hk